# Karl von Roques
Karl Jerome Christian Georg Kurt von Roques, född den 7 maj 1880 i Frankfurt am Main, död den 24 december 1949 i Nürnberg, var en tysk general. Under andra världskriget var han under två perioder befälhavare för det bakre arméområdet inom Armégrupp Süd. Han samarbetade bland annat med Friedrich Jeckeln, högre SS- och polischef i Ukraina.
Efter andra världskriget ställdes von Roques inför rätta vid rättegången mot Oberkommando der Wehrmacht och dömdes till 20 års fängelse för krigsförbrytelser och brott mot mänskligheten.